# Kristen Feilberg

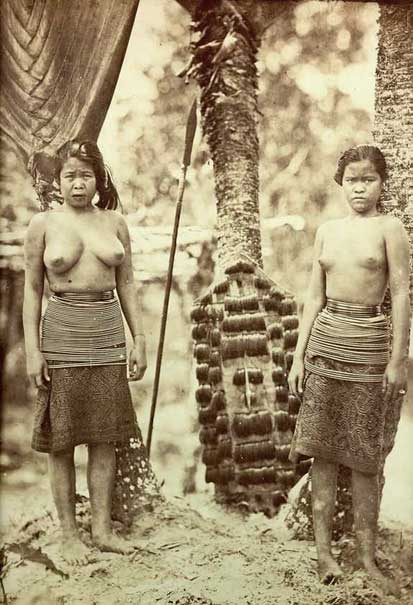
Kristen Feilberg: Ženy kmene Dajáků, Borneo, asi 1860

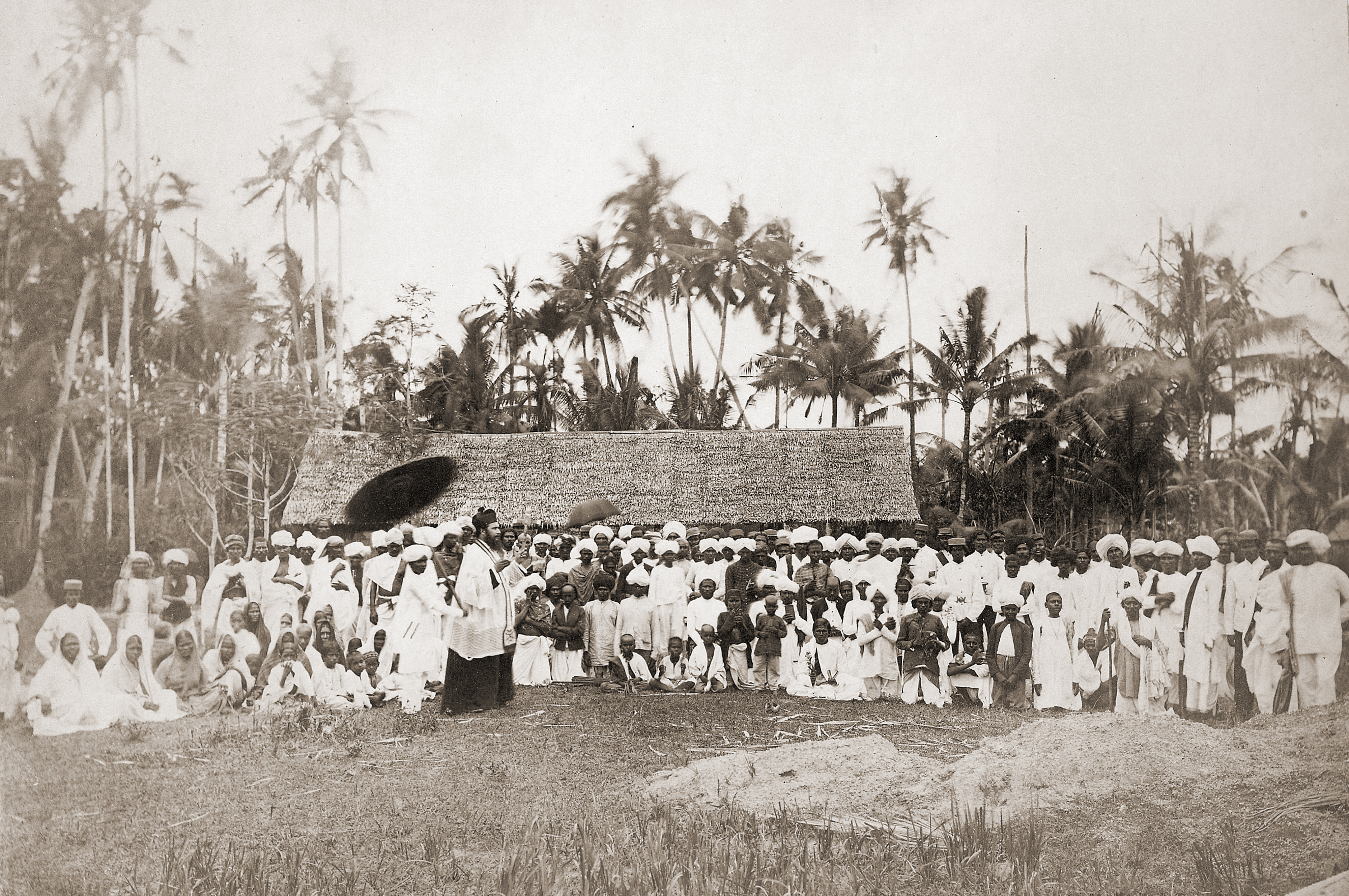
Kristen Feilberg: Indiáni kmene Kelingů, Penang; vystaveno na pařížské světové výstavě 1867

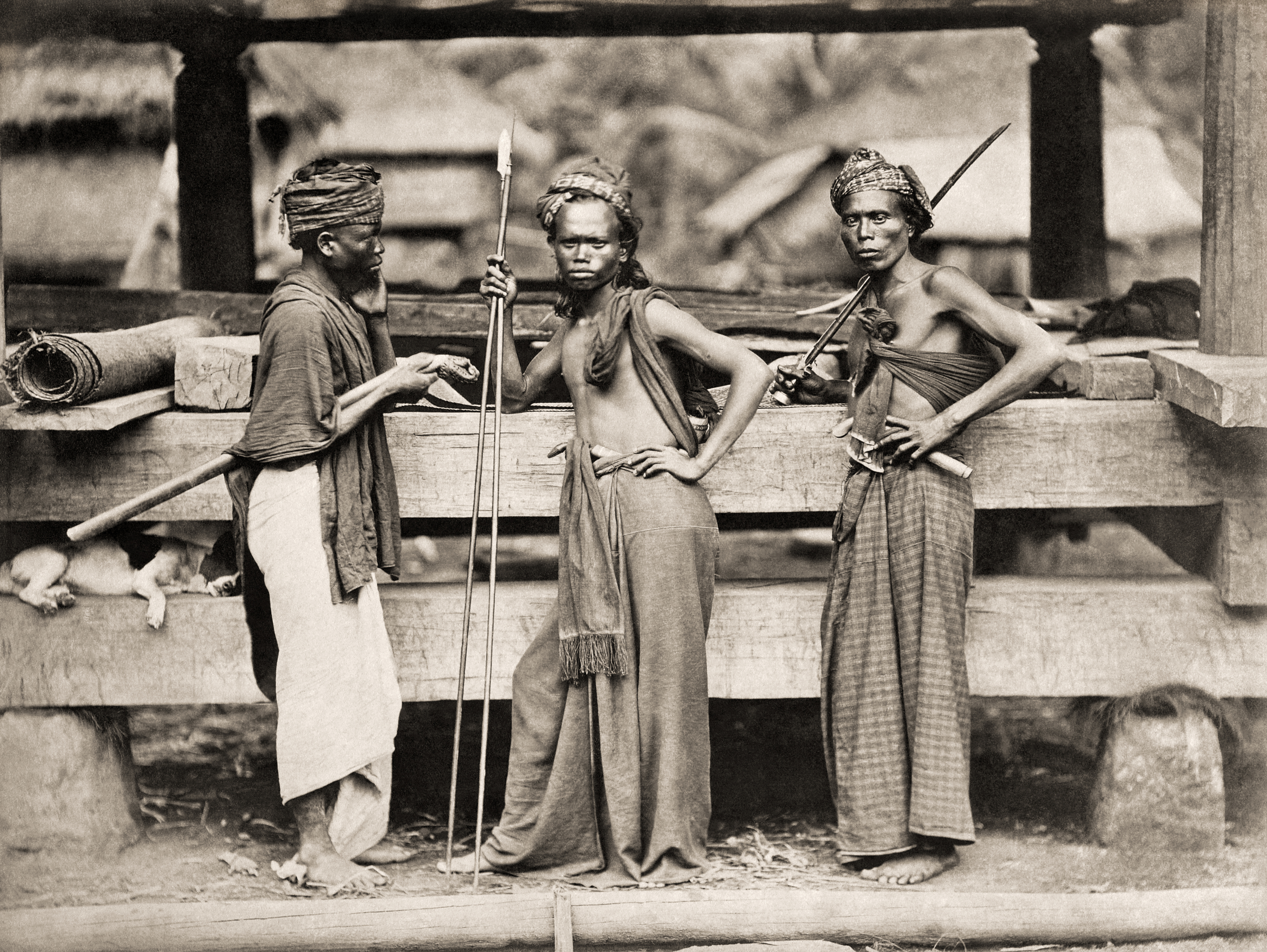
Skupina tří bojovníků kmene Bataků, 1870

Kristen Feilberg nebo Christen Schjellerup Feilberg (26. srpna 1839 Vester Vedsted u Ribe – 1919, Singapur) byl průkopník dánské fotografie, který je známý hlavně snímky pořízenými daleko za hranicemi Dánska. Od šedesátých do devadesátých let 19. století se zúčastnil expedic na Sumatru, do Singapuru a Penangu. V roce 1867 vystavoval fotografie na pařížské světové výstavě a kolem roku 1870 se stal členem expedice do země Bataků ve východní Sumatře s nizozemským průzkumníkem C. de Haanem, ze které se vrátil s 45 úspěšnými "fotogramy".

## Život

### Mládí
Narodil se 26. srpna 1839 v obci Vester Vedsted poblíž Ribe v západní části Jutského poloostrova v Dánsku. Byl synem Nikolaje Laurentia Feilberga, známého duchovního a matky Conradine Antonetty Caroliny Købkeové. Vyučil se fotografem.

### Život ve Východní Indii
Poté, co se vzdal svého snu stát se malířem, následoval roku 1862 svou sestru do Singapuru, kde působil částečně jako agent tabákové firmy a částečně jako fotograf.
V roce 1864, společně s Augustem Sachtlerem, převzali fotografické studio v Singapuru známé jako Sachtler & Co. Brzy poté, společně s E. Hermannem Sachtlerem, založili pobočku v Penangu. V roce 1867 Feilberg v Penangu založil své vlastní studio a ve stejném roce vystavoval 15 snímků z Penangu a Ceylonu na Světové výstavě v Paříži. Je také autorem panoramatického pohledu na Penang složeného z deseti částí.
První fotografie východní Sumatry pořídil Feilberg v roce 1869. Na snímcích vynikající kvality byly skupinové portréty pracovníků tabákových plantáží, podobným těm u Arendsburgu. Byly vydány ve třech albech s názvem Pohledy (Views) institucí Royal Tropical Institute.
V pozdějších 60. letech a začátkem let sedmdesátých Feilberg podnikl fotografické turné na Sumatru. V roce 1867 cestoval do Dillíského sultanátu, odkud se vrátil v roce 1880. V září tohoto roku se připojil k výpravě C. de Haana, který byl jmenován vládou Nizozemské východní Indie, aby prozkoumal oblast v okolí jezera Toba, kde fotografoval krajinu a obyvatele Bataku, včetně tamních hierarchických princů. Fotografování jezera Toba bylo úspěšné podobně jako průzkum Viktoriina jezera v roce 1858. Přes četné překážky byl Feilberg schopný zaznamenat geografii regionu a jehož výkon vysoce oceňoval de Haan, který hovořil o zachycené kráse krajiny.
V šedesátých letech opět pracoval jako fotograf v Singapuru. Tentokrát jako prodavač dánské společnosti East Asiatic Company.
Po roce 1880 strávil několik let v Dánsku, kde také pracoval jako fotograf. V roce 1890 se vrátil zpět do Singapuru, kde pracoval pro několik fotoateliérů. Rovněž se zúčastnil expedice na Borneo, jak o tom svědčí jeho dochované fotografie žen kmene Dajáků z centrální oblasti ostrova.
Feilberg zemřel v Singapuru roku 1919.

### Rodina
Dne 1. května 1865 si Feilberg vzal Emmu Alici Mac-Intinovou, skotskou Indonésanku, se kterou měli dceru Emmu v George Townu v Penangu. Matka zemřela krátce po porodu v březnu 1866. V roce 1876 se opět oženil, tentokrát s Annou Eleonorou Sophie Lassenovou, ale manželství nebylo úspěšné, a ona se vrátila do Dánska. Měli spolu jedno dítě – Hjalmara -, který se narodil v roce 1877 v Medan-Deli na Sumatře, ale ve dvou letech zemřel v Holbæku.

## Současnost
Desítky Feilbergových fotografií z kolekce Tropenmusea v Amsterdamu jsou k dispozici na Wikimedia Commons spolu s dalšími ze sbírek tohoto muzea tropů.

## Galerie

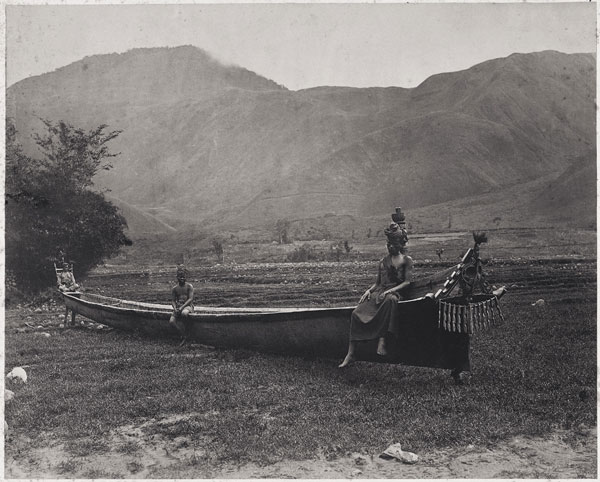
Kánoe Bataků, Sumatra, 1870
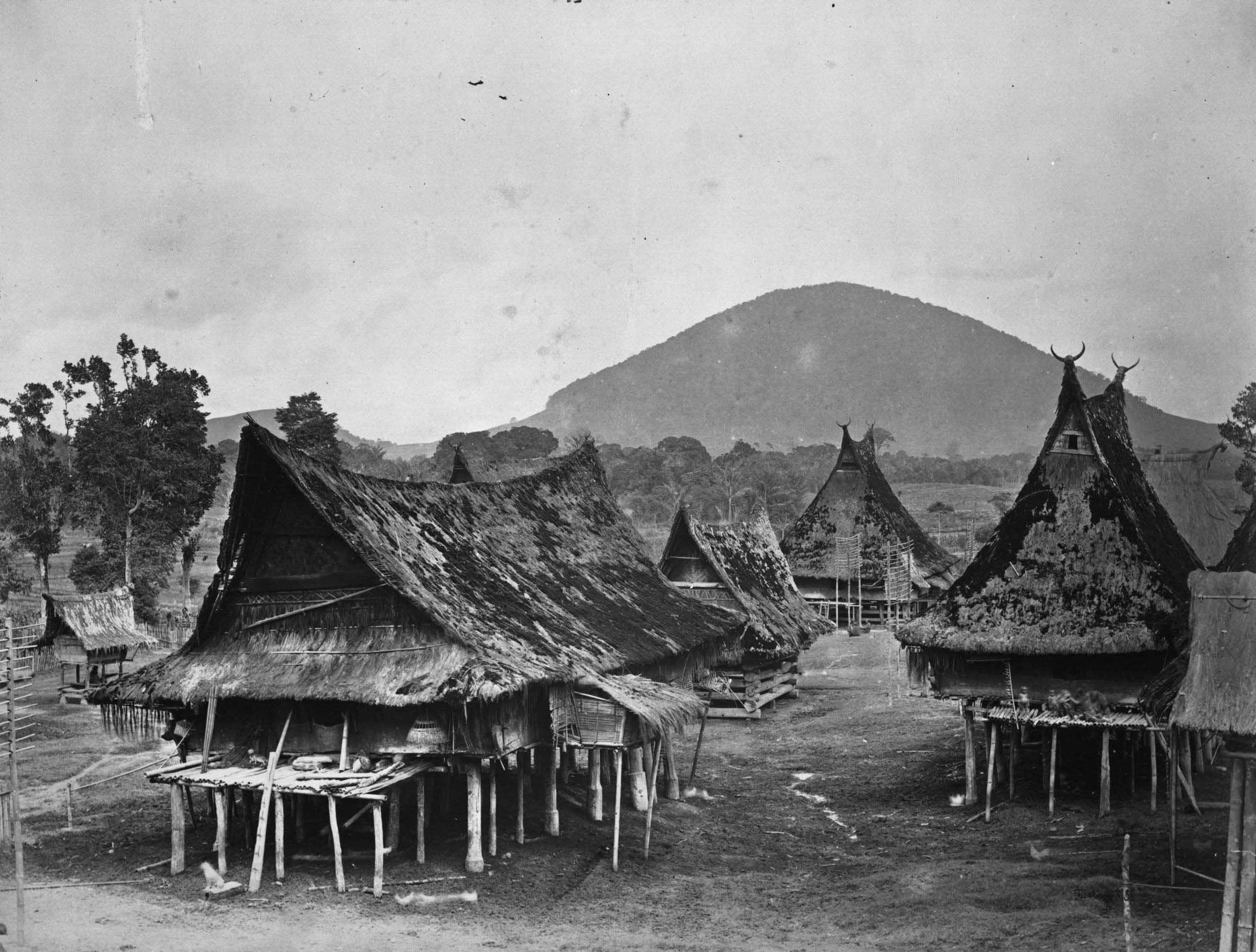
Vesnice Bataků, Severní Sumatra, 1870, sbírka Tropenmuseum, Amsterdam
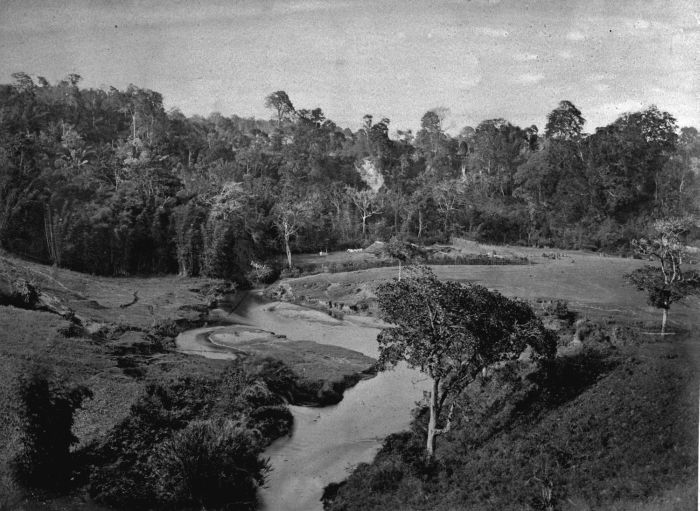
Táboření u řeky v pohoří Karo, Sumatra, 1870, sbírka Tropenmuseum, Amsterdam
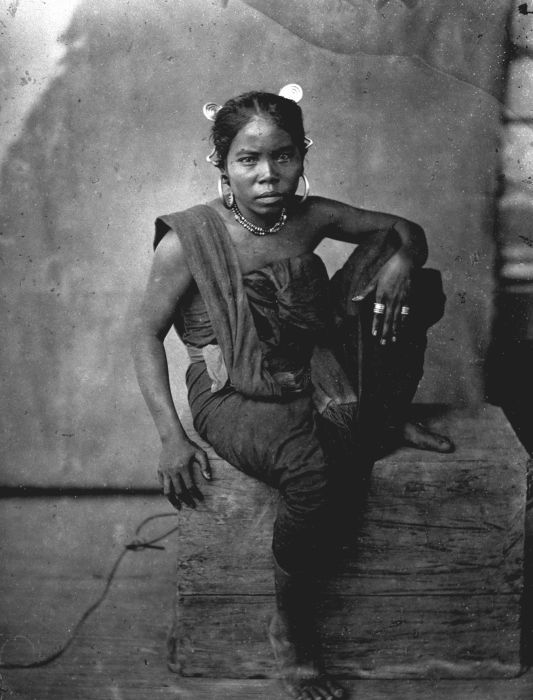
Žena z kmene Bataků, Karo, asi 1870, sbírka Tropenmuseum, Amsterdam
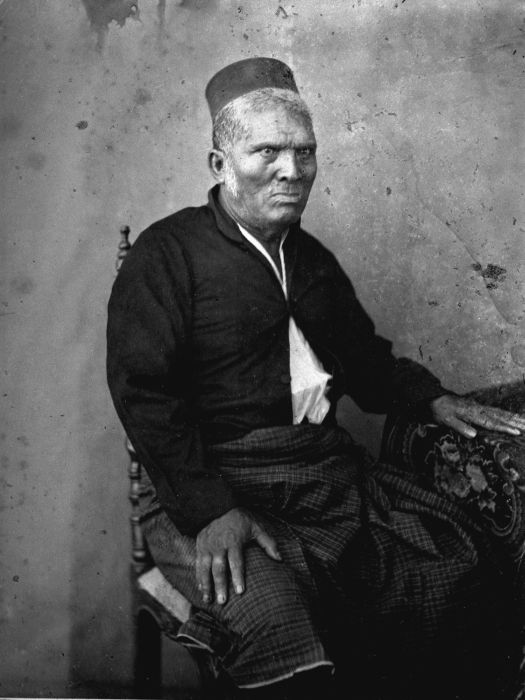
Studiový portrét, asi 1870, sbírka Tropenmuseum, Amsterdam
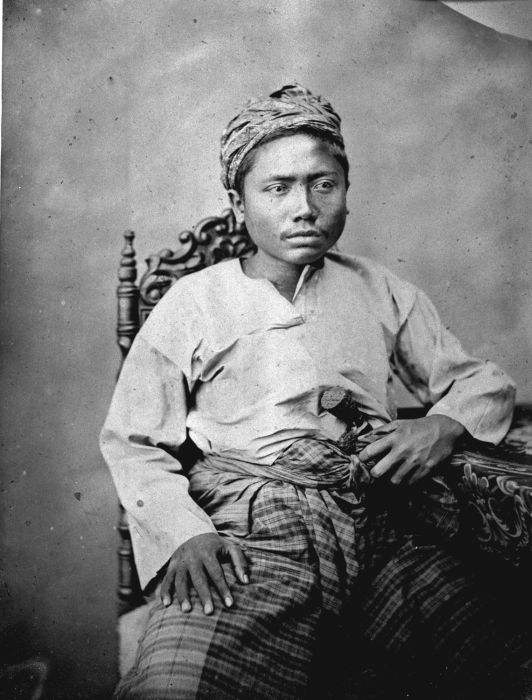
Studiový portrét, asi 1870, sbírka Tropenmuseum, Amsterdam
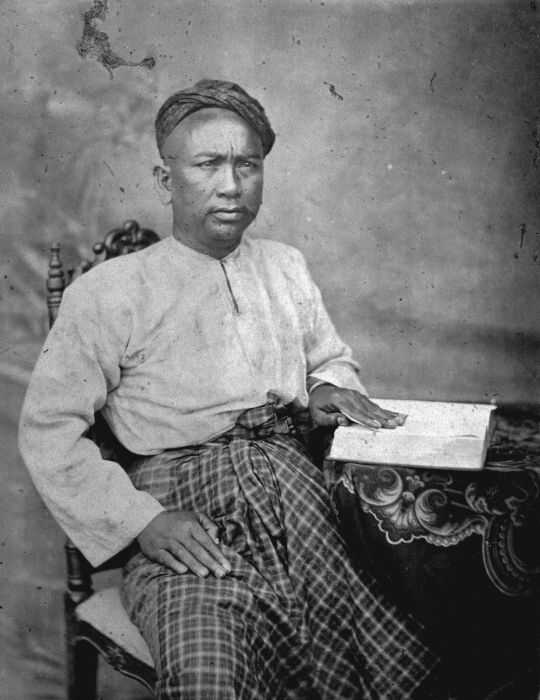
Studiový portrét, asi 1870, sbírka Tropenmuseum, Amsterdam